# Parandrus

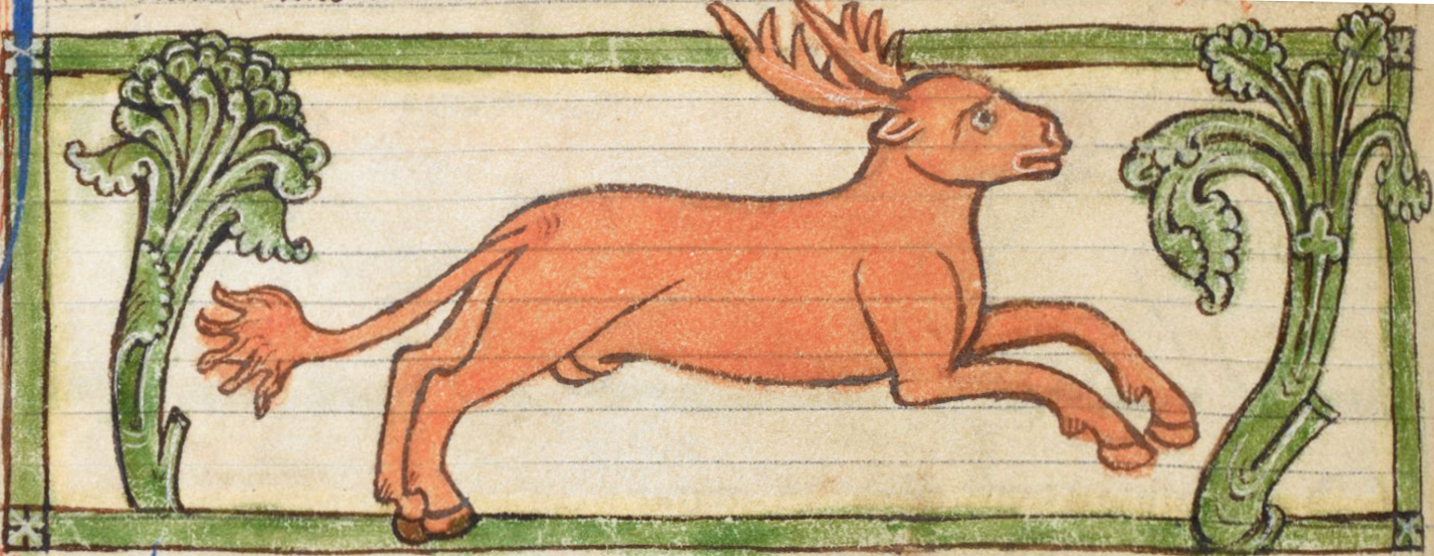
Parandrus (Harley Bestiarium, 13. Jahrhundert, British Library)

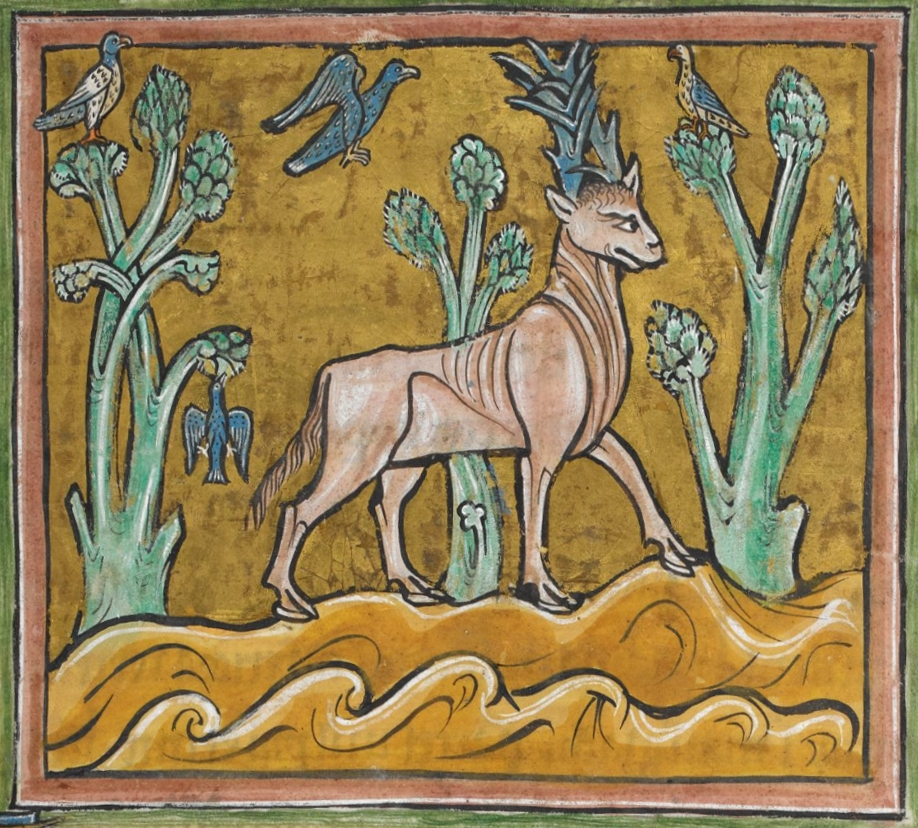
Parandrus (Rochester Bestiarium, 13. Jahrhundert, British Library)

Der Parandrus, auch Tarandrus oder Tarandus genannt, ist ein Fabeltier.
Es hat die Größe eines Ochsen, (teils langes) Fell, gespaltene Hufe und ein Geweih. Es kann, um sich zu tarnen, seine Fellfarbe ändern. Der Parandrus wurde bereits in der Antike erwähnt und wurde später häufig in mittelalterlichen Bestiarien dargestellt. Nach Plinius dem Älteren lag sein (Tarandrus) Lebensraum in Skythien, nach Gaius Iulius Solinus (Parandrus) in Äthiopien.
Der wissenschaftliche Name des Rentiers (Rangifer tarandus) ist von seinem Namen abgeleitet.